# Reggenza dei Monti Arfak
La reggenza dei Monti Arfak (Kabupaten Pegunungan Arfak) è una reggenza della provincia indonesiana di Papua Occidentale. È stato formato nel 2013 dai distretti occidentali della reggenza di Manokwari. Le aree ora comprese nella nuova reggenza avevano una popolazione di 23.877 al censimento del 2010, che è salita a 38.941 al censimento del 2020. Il capoluogo è il comune di Anggi.